# Xã Sterling, Quận Crawford, Indiana
Xã Sterling (tiếng Anh: Sterling Township) là một xã thuộc quận Crawford, tiểu bang Indiana, Hoa Kỳ. Năm 2010, dân số của xã này là 1.635 người.